# Christiane Mückenberger

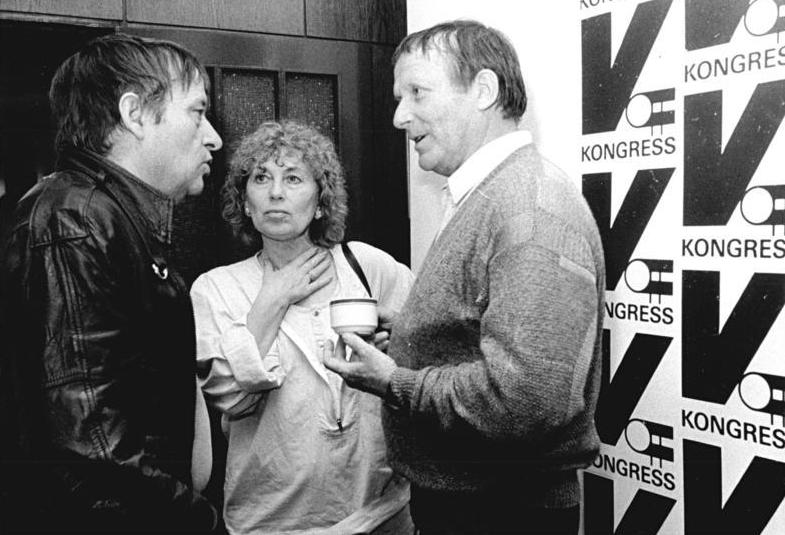
Christiane Mückenberger mit Heiner Carow (links) und Wolfgang Kohlhaase (1988)

Christiane Mückenberger (* 14. Oktober 1928 in Gleiwitz, Oberschlesien; † 1. April 2025) war eine deutsche Filmwissenschaftlerin. Als Folge des 11. Plenums des ZK der SED erhielt sie 10 Jahre Berufsverbot. Sie war Mitbegründerin des Filmmuseums Potsdam.

## Leben
Christiane Mückenberger wurde 1928 (ihr Geburtsjahr hielt sie lange geheim und offenbarte es erstmals öffentlich am 14. November 2019) als Tochter des damaligen Anwaltes und späteren Vorsitzenden der NDPD Lothar Bolz in Gleiwitz geboren. Bolz wurde aufgrund seiner linksgerichteten Haltung 1933 als einziger nichtjüdischer Jurist aus der Anwaltskammer Schlesiens ausgeschlossen und emigrierte in die Sowjetunion.
Christiane Mückenberger studierte Slawistik an der Humboldt-Universität, promovierte 1957 über „Lew Tolstoi in der deutschen Literaturkritik“ und arbeitete bis 1962 am Institut für Slawistik an der Akademie der Wissenschaften der DDR. Durch die Begegnung mit der Filmkunst Sergei Eisensteins und des neuen polnischen Films entdeckte sie ihre Liebe zum Film. Der Anbeginn eines neuen DEFA-Films, Festivals und internationale Begegnungen zeigten eine Wende in der DDR in Weltverständnis und Kunstauffassung an, die Mückenberger als Herausforderung und Verpflichtung annahm. Sie wurde im Jahr 1963 Mitglied des gerade eröffneten Instituts für Filmwissenschaft und übernahm eine Lehrtätigkeit auf dem Gebiet der Filmgeschichte an der Filmhochschule Babelsberg.
Ihre Hinwendung zu den politisch brisanten tschechischen Filmen und ihr engagiertes Eintreten für den Film Das Kaninchen bin ich führten am 22. Dezember 1965 wegen „spießbürgerlichem Skeptizismus ohne Ufer, der dem Nihilismus Tür und Tor öffnet“, zu ihrer fristlosen Entlassung. Sie war damit eine der Ersten im Filmbereich, die den Reglementierungen des 11. Plenums des ZK der SED zum Opfer fiel. Sie erhielt Hausverbot in der Filmhochschule, Verbot der Teilnahme am internationalen Dokumentarfilmfestival in Leipzig und 10 Jahre Berufsverbot. Ihr zweiter Ehemann Joachim Mückenberger (1926–2020), der Generaldirektor des DEFA-Spielfilmstudios war, wurde aufgrund seiner Tätigkeit ebenfalls entlassen.
Bis 1975 arbeitete sie deshalb als Übersetzerin und übertrug Texte aus dem Russischen (u. a. Eisenstein) und Polnischen (u. a. Die Geschichte des Films von Jerzy Toeplitz). Außerdem schrieb sie 1968 gemeinsam mit Wolfgang Klaue das erste Konzept für ein Filmmuseum der DDR, das dann 1981 als erstes Filmmuseum Deutschlands eröffnet wurde.
Nach Wiederzulassung zu Lehre und Forschung konzentrierte sie sich auf die Geschichte der DEFA und die Einbeziehung von Studenten in die Forschung, woraus zwei Dokumentarfilme entstanden. Mit Günter Jordan schrieb sie gemeinsam das Drehbuch für den Dokumentarfilm über die Anfänge des Films in Ostdeutschland: DEFA: Wurzeln.
1990 wurde sie zur Intendantin des Internationalen Leipziger Festivals für Dokumentar- und Animationsfilm berufen. Sie sah es als ihre Verpflichtung an, dieses Festival an sich und seinen weltoffenen Geist, insbesondere auch den nach Osten offenen Blick zu erhalten. 1993 konnte sie diese Aufgabe abgeben und übernahm 65-jährig Aufgaben in der Gewerkschaftsarbeit in der IG Medien zum Thema Frauen und als Gastdozentin an der Hochschule für Fernsehen und Film München, der Universität Leipzig und Frankfurt/Main.
In der Sendereihe Wiederbegegnung mit DEFA-Filmen des Ostdeutschen Rundfunks Brandenburg, aufgenommen im Kino des Filmmuseums Potsdam, führte sie mehrere Jahre in die Filme ein und gab der Sendereihe Gesicht und Stimme.
Christiane Mückenberger publizierte umfassend zum in- und ausländischen Filmschaffen.
Auf der Veranstaltung des Filmmuseums Potsdam am 14. November 2019 zu Ehren Christiane Mückenbergers würdigte die Präsidentin der Filmuniversität Babelsberg, Susanne Stürmer, die Leistungen Christiane Mückenbergers für den Film, die Filmgeschichte im Allgemeinen und die Filmuniversität Babelsberg im Besonderen, als herausragend.
Beim cinefest – Internationales Festival des deutschen Film-Erbes 2021 wurde Christiane Mückenberger mit dem Reinhold Schünzel-Preis ausgezeichnet.
Christiane Mückenberger lebte in Potsdam-Babelsberg. Anfang April 2025 starb sie im Alter von 96 Jahren.

## Werke (Auswahl)
- 1974: Filmschauspieler international. (Hrsg. mit Lilli Kaufmann). Henschel Verlag Berlin, DNB 20022302X.
- 1976: Zur Geschichte des DEFA-Spielfilms 1946–1949. Studentenarbeiten des 1. Studienjahres. Hochschule für Film und Fernsehen Potsdam-Babelsberg
- 1976: Filmwissenschaftliche Beiträge Folge 1, Potsdam
- 1981: Filmwissenschaftliche Beiträge Folge 2, Potsdam
- 1984: Taschenbuch der Künste. Film A-Z. mit Wolfgang Klaue, Henschel Verlag Berlin, DNB 841031681.
- 1990: Prädikat: Besonders schädlich. Filmtexte. (als Hrsg.) Henschel Verlag Berlin, ISBN 3-362-00478-4.
- 1993: The Cold War in East Germany Feature Film. In: Historical Journal of Film, Radio and Television Louisiana (USA), Volume 13, Nr. 1, S. 49–57.
- 1994: „Sie sehen selbst, Sie hören selbst...“. Die DEFA von ihren Anfängen bis 1949. mit Günter Jordan, Hitzeroth, Marburg 1994, ISBN 3-89398-144-6.
- 1994: Zeit der Hoffnungen 1946–1949. in: Das zweite Leben der Filmstadt Babelsberg. DEFA-Spielfilme 1946–1992. Redaktion: Ralf Schenk. Hrsg.: Filmmuseum Potsdam. Henschel Verlag, Berlin 1994, ISBN 3-89487-175-X, S. 8–49.
- 1996: Die Leipziger Dokumentar- und Kurzfilmwoche. In: Schwarzweiß und Farbe. DEFA-Dokumentarfilme 1946–1992. (Redaktion Günter Jordan / Ralf Schenk), Jovis-Verlag Berlin, ISBN 3-931321-51-7, S. 364–382.
- 1999: Weiße Taube auf schwarzem Grund: 40 Jahre Internationales Leipziger Festival für Dokumentar- und Animationsfilm. (mit Rüdiger Steinmetz). Henschel, Berlin, ISBN 3-89487-280-2.
- 2000: Auseinandersetzung im DEFA-Dokumentarfilm mit dem deutschen Faschismus unter besonderer Berücksichtigung der fünfziger Jahre. In: Peter Zimmermann, Gebhard Moldenhauer (Hrsg.): Der geteilte Himmel. Arbeit, Alltag und Geschichte im ost- und westdeutschen Film. UVK-Medien-Verlag, Konstanz, ISBN 3-89669-279-8.
- 2012: Das Prinzip Neugier. DEFA-Dokumentarfilmer erzählen. (Hrsg. mit Ingrid Poss, Anne Richter und dem Filmmuseum Potsdam) Verlag Neues Leben, Berlin 2012, ISBN 978-3-355-01799-2.

## Dokumentarfilm
- 1985: DEFA: Wurzeln. Drehbuch mit Günter Jordan, DEFA-Dokumentarfilm[13]
- 1985: Die Zeit die bleibt. Drehbuch mit Lew Hohmann, DEFA-Dokumentarfilm
- 1988: Verzeiht, daß ich ein Mensch bin. Drehbuch mit Lew Hohmann, Dokumentarfilm
- 1994: Axel Geiss: Jahrgänge. Gesprächrunden der Hochschule für Film und Fernsehen. Teil 2: 1962-1968. Ostdeutscher Rundfunk Brandenburg (als Teilnehmerin)
- 2004: Günter Meyer / Thomas Kuschel: Ein bisschen Luft unter die Flügel. Deutschland, 2004, TV-Dokumentarfilm (als Interviewte)
- 2011: Kurt Maetzig. Mich interessiert immer der erste Schritt, das Entdecken, das Erfinden. Film-Interview. Akademie der Künste